# Samsung Galaxy J1 mini prime
Samsung Galaxy J1 mini prime (также известный как Galaxy V2) - смартфон на базе Android, разработанный Samsung Electronics и выпущенный в декабре 2016 года. Он является преемником J1 Nxt/mini.

## Технические характеристики

### Аппаратное обеспечение
Samsung J1 mini prime работает на базе Spreadtrum SC9830 SoC, включающая четырехъядерный ARM Cortex-A7 CPU с частотой 1,2 ГГц (3G) или 1,5 ГГц (LTE), ARM Mali-400MP2 GPU и 1 ГБ RAM. Встроенная память объемом 8 ГБ может быть расширена до 128 ГБ с помощью microSD. Он также оснащен 5 МП задней камерой с LED-вспышкой и разрешением видео 480p при 30fps..

### Программное обеспечение
Первоначально J1 mini prime поставляется с Android 5.1.1 "Lollipop" и пользовательским интерфейсом Samsung TouchWiz. LTE-модели поставляются с Android 6.0.1 "Marshmallow"..